# 艾倫維爾 (亞利桑那州)
艾倫維爾（英語：Allenville）是位於美國亞利桑那州馬里科帕縣的一個非建制地區。該地的面積和人口皆未知。

## 地理
艾倫維爾的座標為33°21′07″N 112°35′12″W / 33.35194°N 112.58667°W，而該地的平均海拔高度為255米（即837英尺）。